# Juan Orbegozo (futbolista)
Juan Francisco Orbegozo Sandoval (Chiclayo, 27 de mayo de 1949) es un exfutbolista peruano, que jugó en Juan Aurich casi toda su carrera futbolística.

## Biografía
Nació en Chiclayo, Departamento de Lambayeque. Jugó de delantero y debutó en el San Lorenzo, equipo de su ciudad natal. Desarrolló la mayor parte de su carrera profesional en el Juan Aurich, teniendo sus mayores éxitos en este club, entre sus goles más recordados fue a Universidad Católica y Santiago Wanderers, en donde resultó goleador del equipo en la Copa Libertadores de 1969. En el ciclón del norte hizo un notable tridente junto a Eladio Reyes y Próspero Merino.
Con la camiseta de Sporting Cristal, uno de los más recordados fue el marcado a Boca Juniors en el Estadio Nacional, mientras se desataba una campaña letal en el estadio y luego en la propia Bombonera de Buenos Aires, Salió Campeón con Sporting Cristal en 1972. 
Luego de su retiro estudió para profesor de Educación Física y enseñó en el colegio San José (cuando ya estaba en los últimos años de futbolista dictaba clases en la Escuela Técnica del Ejército en Lima). Esto le valió para que la Policía le invite y lo asimile como oficial por el perfil que reunía y terminó de comandante residiendo en Sullana un largo tiempo.
Fue director técnico del Guardia Republicana que ascendió a la profesional en la temporada 1985-1986.

## Clubes

### Como futbolista
| Club             | País | Año       |
| ---------------- | ---- | --------- |
| Juan Aurich      | Perú | 1968-1970 |
| Sporting Cristal | Perú | 1971-1975 |
| Juan Aurich      | Perú | 1976-1977 |
| León de Huánuco  | Perú | 1978      |
| Unión Huaral     | Perú | 1979      |

### Como entrenador
| Club                | País | Año  |
| ------------------- | ---- | ---- |
| Guardia Republicana | Perú | 1986 |

## Palmarés
| Título                    | Club             | País | Año  |
| ------------------------- | ---------------- | ---- | ---- |
| Primera División del Perú | Sporting Cristal | Perú | 1972 |